# Lübeck-Travemünder Verkehrsgesellschaft
Die Lübeck-Travemünder Verkehrsgesellschaft mbH (LVG) betreibt als Verkehrsunternehmen einen Teil des öffentlichen Personennahverkehrs mit Omnibussen in der Region Lübeck. Seit 1994 ist es ein Tochterunternehmen der Stadtwerke Lübeck, heute der Stadtwerke Lübeck Mobil GmbH. Der Betriebshof der LVG befindet sich am Gneversdorfer Weg 15–19 in Travemünde.

## Geschichte

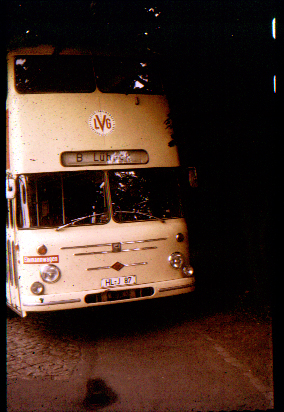
Büssing DE der LVG (1978)

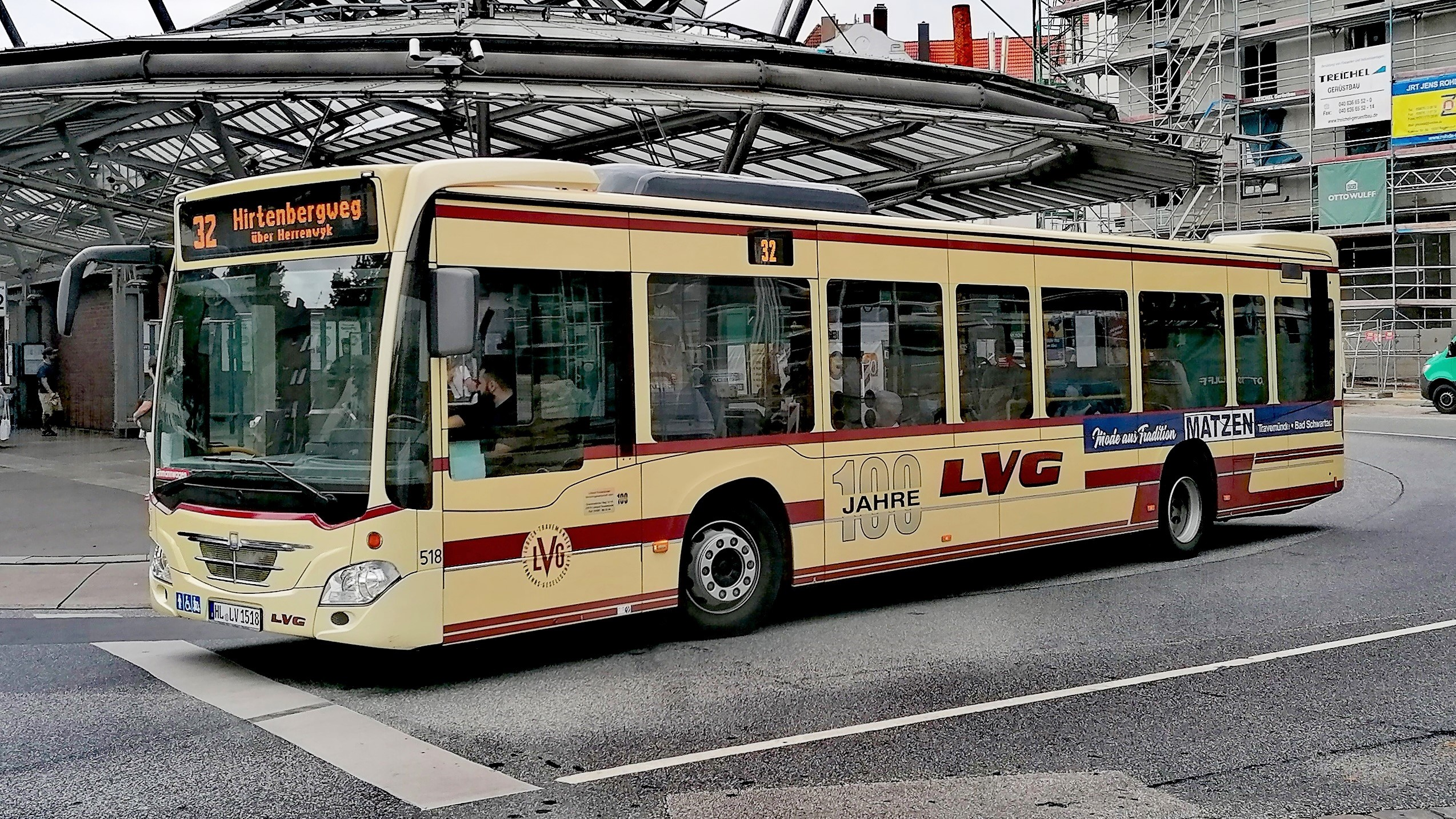
Werbung: 100 Jahre LVG (2022)

Gegründet wurde das Unternehmen 1945 in der unmittelbaren Nachkriegszeit nach dem Zweiten Weltkrieg als Ernst Wendelborn und Söhne, zu denen auch Helmut Wendelborn gehörte. Er erhielt von der Britischen Militärregierung die ausschließliche Konzession für den straßengebundenen Öffentlichen Personennahverkehr zwischen Lübeck und Travemünde sowie in Travemünde und den benachbarten Badeorten Niendorf und Timmendorfer Strand. Ein Konkurrent der LVG war die Deutsche Bundesbahn (DB) auf der Bahnstrecke Lübeck–Lübeck-Travemünde Strand.
1994 wurde die LVG an die Stadtwerke Lübeck verkauft, die es als Tochterunternehmen weiter betreiben. Die LVG heute betreibt die Linien 30, 31, 32, 33, 35, 38, 39 und 40 sowie die Open-Air-Stadtrundfahrt in Lübeck und den Herrentunnel-Shuttle.

## Fahrzeuge

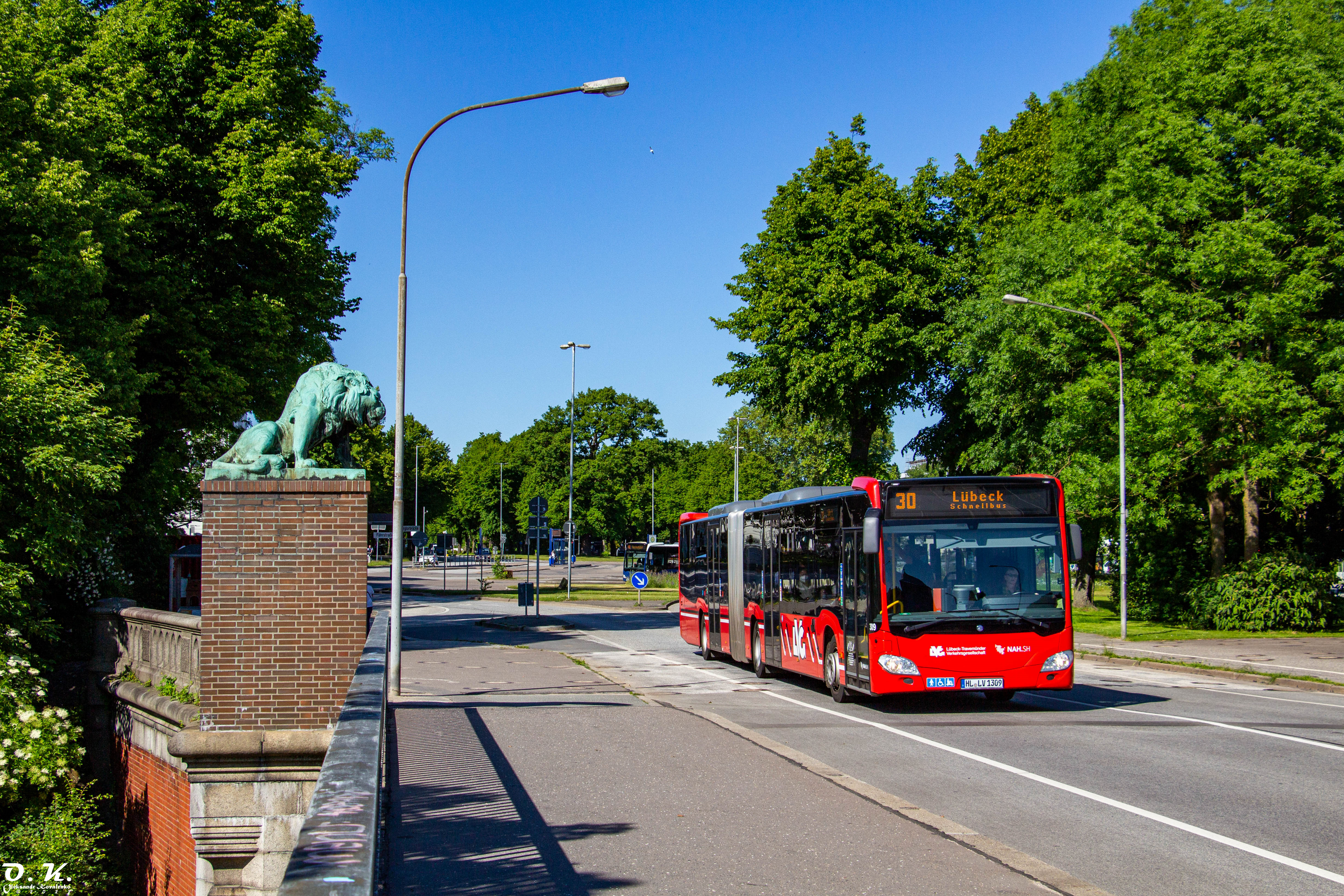
LVG-Linienbus vom Typ Mercedes-Benz Citaro C2 G

Bis 2007 wurden zwischen Lübeck und Travemünde Doppeldeckbusse eingesetzt. Die Wagen basierten weitgehend auf Typen, die auch von den Berliner Verkehrs-Betrieben (BVG) in West-Berlin eingesetzt wurden.
- Kurz nach dem Zweiten Weltkrieg kamen zunächst zwei dreiachsige Berliner Vorkriegs-Doppeldeckbusse der Bauart D38 zum Einsatz. 1950 ergänzte ein weiterer dreiachsiger Doppeldecker mit einem neuen Aufbau von Trutz auf dem Vorkriegs-Chassis den Wagenpark.
- 1956 und 1958 wurden Omnibusse mit Anhängern und Gelenkbus (Büssing/Kässbohrer) angeschafft.
- Von der zweiachsigen Berliner Doppeldecker-Bauart Büssing D2U mit einem Aufbau von O&K in Spandau wurden in den Jahren 1959 und 1961 jeweils vier Wagen bezogen, die in einigen Merkmalen abwichen. Im Unterschied zu den Berliner Wagen besaßen die LVG-Wagen Fronteinstieg und eine schmale Mitteltür für den Ausstieg, ohne Heckperron, so dass sie bei der LVG ohne Schaffner eingesetzt wurden. Diese Busse besaßen einen unterflur angebrachten Dieselmotor des Büssing-Typs U10, wie sie auch in den Schienenbussen der DB verwendet wurden, und waren in selbsttragender Bauweise ausgeführt.
- Im Jahr 1965 wurden zwei Doppeldeckbusse vom Typ Büssing Senator 25 mit Dieselmotor unterflur im Heck angeschafft. Dieser Typ besaß vorn und in der Mitte jeweils eine schmale zweiflüglige Tür und eine Treppe in der Mitte.
- Von 1966 bis 1972 wurden insgesamt zwölf Wagen des Typs Büssing DE beschafft, der in West-Berlin als erster Einmann-Doppeldecker eingesetzt wurde. Er hatte wieder einen Aufbau von O&K, diesmal vorn und in der Mitte mit je einer vierflügligen Tür für Zweispur-Abfertigung.
- Als erste VÖV-Standard-Linienbusse kam die kurze, 9,57 m lange Variante BS 100 V von Büssing für den Ortsverkehr in Travemünde zur LVG.
- Für den Ausflugs- und Gelegenheitsverkehr wurden ab 1972 zwölf Eindeck-Reisebusse angeschafft.
- Zum Ersatz der DE-Doppeldecker wurden auch Doppeldeckbusse der Berliner Bauart MAN SD 200 und MAN SD 202 an die LVG geliefert und auf den Linien zwischen Lübeck und Travemünde eingesetzt.
- Nachdem um 1990 wegen der Grenzöffnung in Berlin LVG-Doppeldeckbusse mit Fahrern zur Verstärkung an die BVG ausgeliehen wurden, waren in der zweiten Hälfte der 1990er Jahre einige MAN SD 202 der BVG (dort als Baureihe D bezeichnet). Die Lackierung der Linienbusse wurde vom früher üblichen Creme-Farbton auf das heute noch verwendete Rot geändert, die länger in Lübeck eingesetzten Berliner DD-Busse erhielten eine rote Front.
- In der zweiten Hälfte der 1990er Jahre wurde ein dreitüriger Renault Agora Niederflurbus beschafft und eingesetzt.
- Im Sommer 2012 wurde der letzte Setra S 319 NF, LVG 123, abgestellt.
- Nachdem am 21. August 2013 der letzte Mercedes-Benz O 405 N, LVG 166, mit 1.187.000 km abgerüstet wurde, endete die Ära dieses Bustypes bei der LVG.
- Im Dezember 2018 wurden die MAN A25 NÜ 313 ausgemustert.
- 2020 wurde der Sileo S12 ausgemustert.

Aktuell sind folgende Typen von Niederflurbussen auf den Strecken der LVG unterwegs:
- Mercedes-Benz O530 Citaro Facelift LE MÜ
- Mercedes-Benz O530 Citaro Facelift
- Mercedes-Benz O530 Citaro Facelift G
- Mercedes-Benz Citaro C2
- Mercedes-Benz Citaro C2 G
- Mercedes-Benz Citaro C2 LE MÜ
- Mercedes-Benz Sprinter City 65

## Linienübersicht
| Linie | Streckenverlauf | Bemerkungen                                      |
| ----- | --- | ------------------------------------------------ |
| 30    | Lübeck ZOB/Hauptbahnhof – Stadttheater – Gustav-Radbruch-Platz – Burgtorfriedhof – Siems/Kieselgrund – Solmitzstraße – Bahnhof Kücknitz – Skandinavienkai Terminal – Skandinavienkai Bf. – Priwallfähre – Travemünde Strandbahnhof – Nordmeerstraße – Gneversdorf               | Schnellbus                                       |
| 31    | Lübeck ZOB/Hauptbahnhof – Wahmstraße/Stadttheater – Gustav-Radbruch-Platz – Burgtorfriedhof – Siems/Kieselgrund – Solmitzstraße – Roter Hahn – Priwallfähre – Travemünde Strandbahnhof                                                                                          | (nur im Früh- und Abendverkehr)                  |
| 32    | Hirtenbergweg – Werkstraße – Siems/Kieselgrund – Burgtorfriedhof – Gustav-Radbruch-Platz – Stadttheater/Wahmstraße – Lübeck ZOB/Hauptbahnhof – Maria-Goeppert-Str. – Stephensonstraße (TH/UKSH)                                                                                 | Schnellbusstrecke nur mo–fr                      |
| 33    | Gewerbegebiet Gneversdorfer Weg – Nordlandring – Travemünde Strandbahnhof – Priwallfähre/Hafenbahnhof – Ostseestraße – Grüner Jäger – Roter Hahn – Silberstraße – Siems – Dänischburger Landstraße – Sereetz Rodenkathen – Bad Schwartau ZOB                                    |                                                  |
| 35    | Gewerbegebiet Gneversdorfer Weg – Nordmeerstraße – Kowitzberg – Dänemarkstraße – Travemünde Strandbahnhof – Priwallfähre/Hafenbahnhof – Teutendorfer Weg (– Teutendorf, Raiffeisen) / – Warnsdorf                                                                               |                                                  |
| 38    | Gewerbegebiet Gneversdorfer Weg – Teutendorfer Weg – Priwallfähre – Priwall, Wellenschlag |                                                  |
| 39    | Roter Hahn/Bahnhof Kücknitz – Solmitzstraße – Siems/Kieselgrund – Kreuzwegbrücke – Gustav-Radbruch-Platz – Stadttheater/Wahmstraße – Lübeck ZOB/Hauptbahnhof | Schnellbus                                       |
| 40    | Lübeck ZOB/Hauptbahnhof – Stadttheater – Gustav-Radbruch-Platz – Kücknitzer Scheide – Skandinavienkai Terminal – Skandinavienkai Bf. – Nordlandring – Travemünde Strandbahnhof – Brodten – Niendorf – Timmendorfer Strand, ZOB (– Timmendorfer Strand Bf. – Scharbeutz Bahnhof) | Schnellbus, hält nicht überall, kein Spätverkehr |

Streckenabschnitte in Klammern werden nur zeitweilig bedient.

Stand 12/2023